# Erik Otto Larsen
Pour les articles homonymes, voir Larsen.
Erik Otto Larsen, né le 26 novembre 1931 à Hvidovre, au Danemark, et mort le 30 janvier 2008, est un écrivain danois, auteur de roman policier.

## Biographie
En 1998, il publie son roman, Pondus sidste sag pour lequel il est lauréat du Det Danske Kriminalakademis debutantpris (da) 1989. 
En 1994, il fait paraître Masken i spejlet avec lequel il remporte le prix Clé de verre 1995.

## Œuvre

### Romans
- Pondus sidste sag (1988)
- Så længe jeg lever (1989)
- Manden der holdt op med at smile (1990)
- Frihedens skygge (1990)
- Masken i spejlet (1994)
- En kat fortræd (1996)

## Adaptation
- 1994 : Frihetens skugga (sv), mini-série télévisée dano-suédoise, adaptation de Manden der holdt op med at smile

## Prix et distinctions

### Prix
- Det Danske Kriminalakademis debutantpris (da) 1989 pour Pondus sidste sag[1]
- Prix Clé de verre 1995 pour Masken i spejlet[2],[3]